# 莫諾溫泉 (加利福尼亞州)
莫諾溫泉（英語：Mono Hot Springs）是位於美國加利福尼亞州弗雷斯諾縣的一個非建制地區。該地的面積和人口皆未知。

## 地理
莫諾溫泉的座標為36°19′36″N 119°01′03″W / 36.32667°N 119.01750°W，而該地的平均海拔高度為2000米（即6562英尺）。